# 北川駅 (慶尚南道)
北川駅（プクチョンえき）は、大韓民国慶尚南道河東郡にある、韓国鉄道公社慶全線の駅である。

## 概要
毎年秋に開かれるコスモス祭りでよく知られている駅である。祭りの期間の間、駅構内全体にコスモスの満開する風景が見られる。2007年に初めてこの行事を始め、2008年からはいわゆるコスモス駅という主題を掲げて行事がもっと活性化になり、この時から駅の施設をコスモス一色にした。2006年は年間の利用者が7600人だったが、2008年の祭り期間だけの利用者数はおよそ44000人にも昇った。

## 駅構造
- 島式ホーム2面4線の地上駅。移転前は1面2線で駅の乗り場番号が無く、駅舎を基準にして内側と外側で振り分けられていた。

| 1・2 | 慶全線 | 木浦・順天・光州松汀 方面 |
| 3・4 | 慶全線 | 晋州・馬山・釜田 方面     |

## 駅周辺
- 稷田池
- 北川川
- 北川初等学校
- 北川市場
- 北川面事務所
- 北川保健支所
- 河東北川郵便局
- 河東警察署北川治安センター
- 農協ハナロマート

## 歴史
- 1968年2月7日：営業開始[1]。
- 1968年3月2日：駅舎新築。
- 1991年11月1日：駅舎建て増し。
- 2005年9月30日：貨物取り扱い中止。
- 2013年9月27日：運行を開始した南道海洋列車の停車駅になる。
- 2016年7月14日：慶全線晋州 - 光陽間の線路移設・複線化に伴い駅を稷田里1477-2から稷田里522-5（三郎津起点113.9km）に移転[2]。

## ギャラリー

### 新駅舎

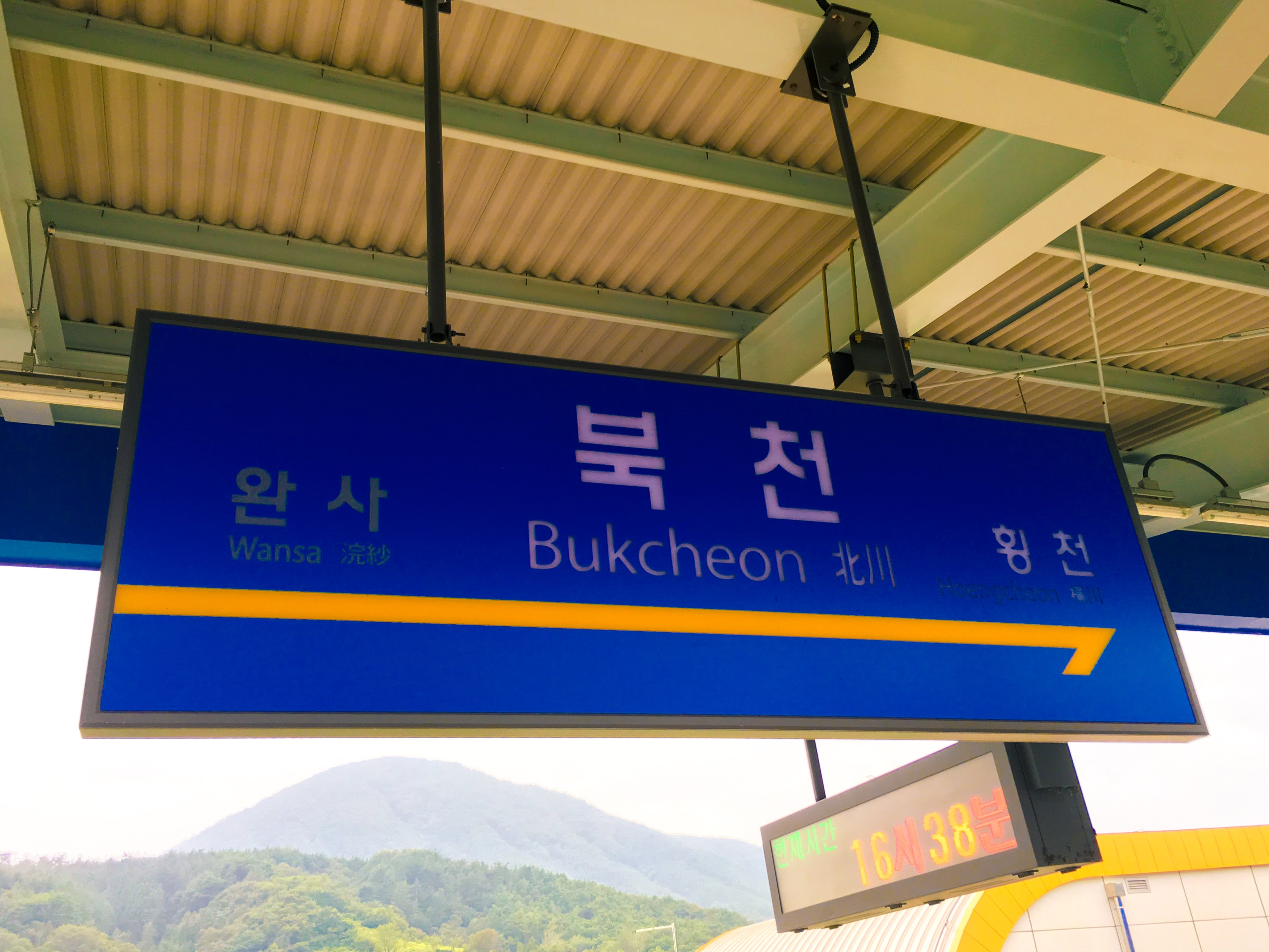
駅名標
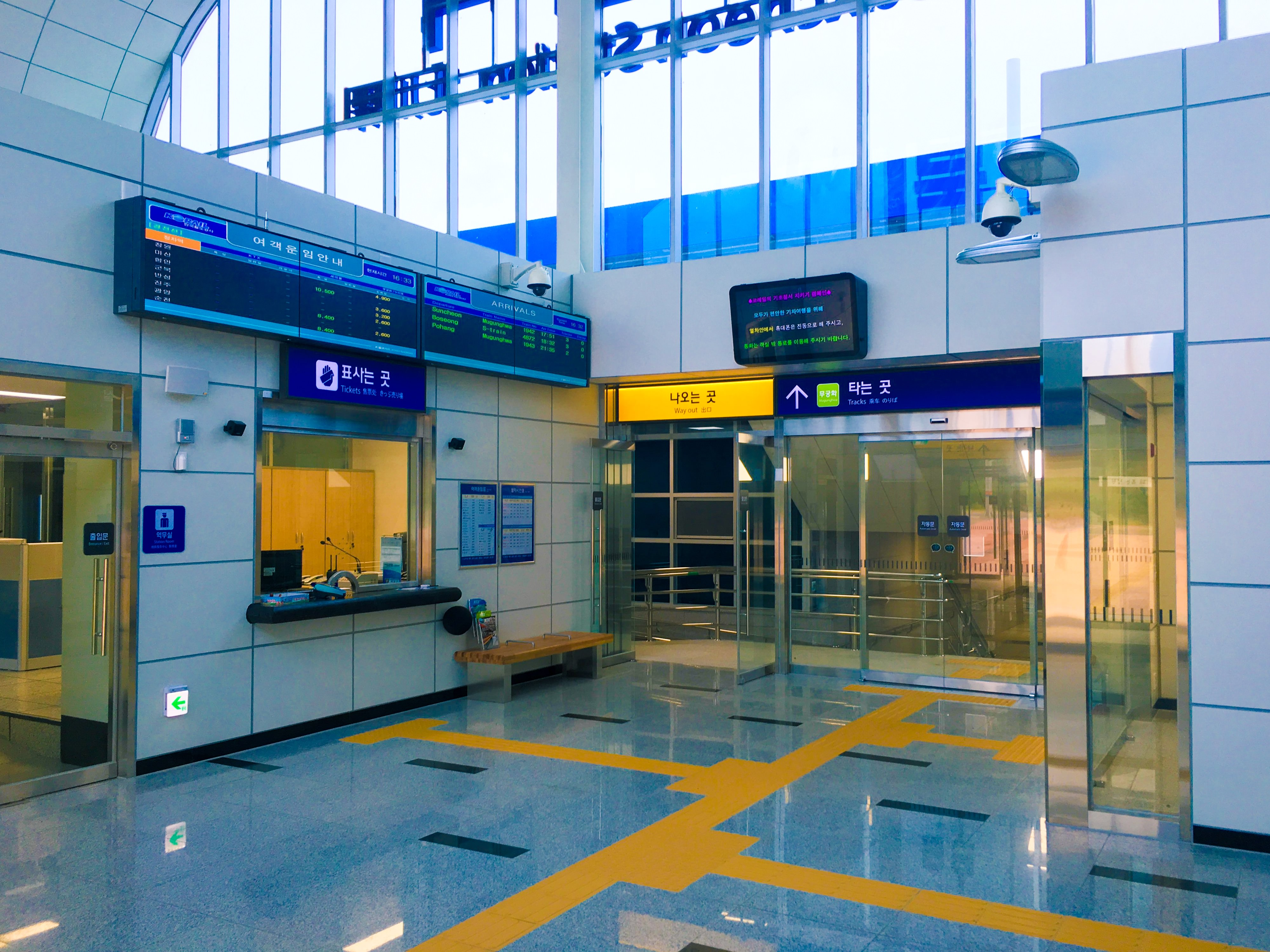
券売所
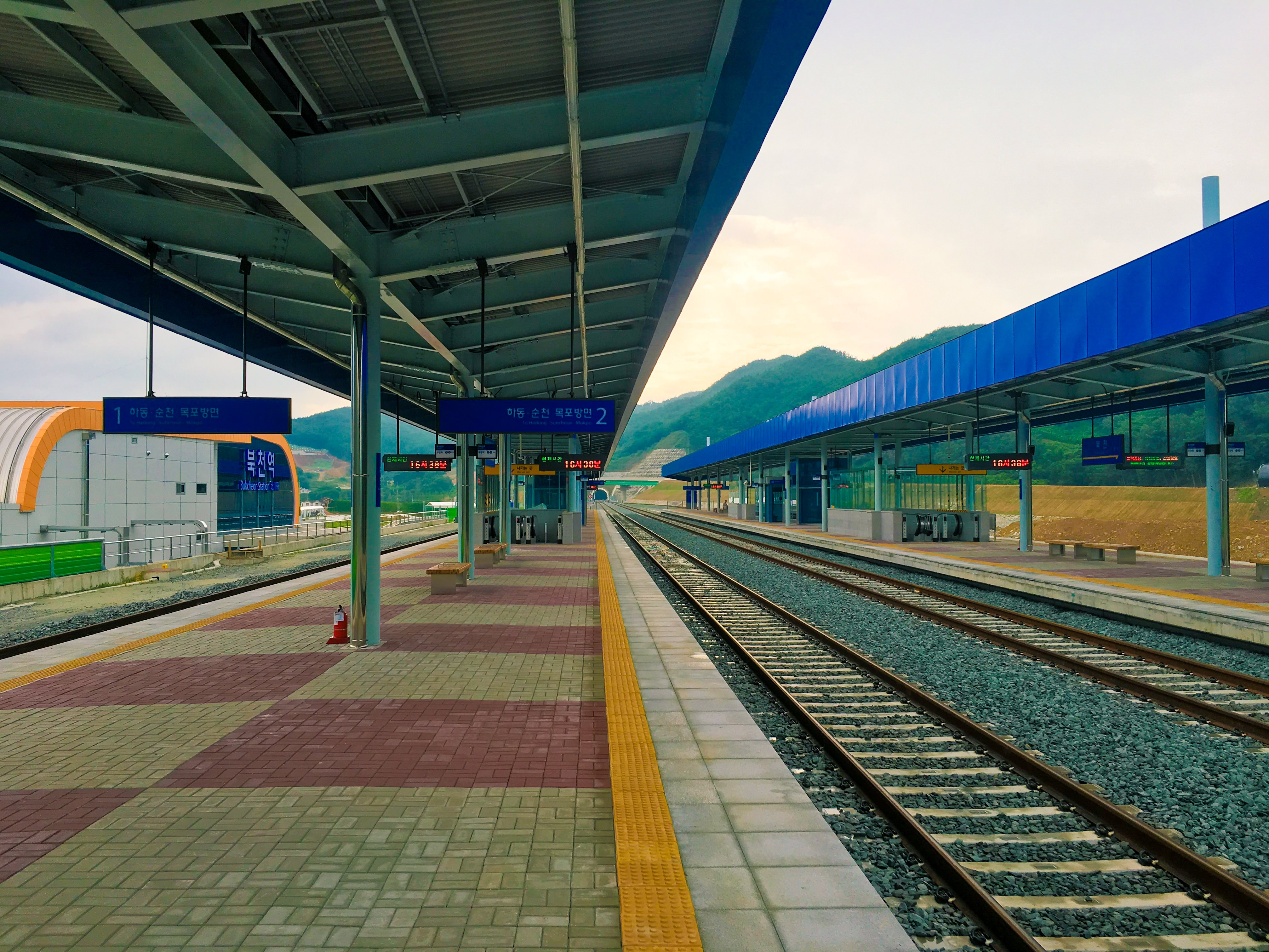
ホーム

### 旧駅舎

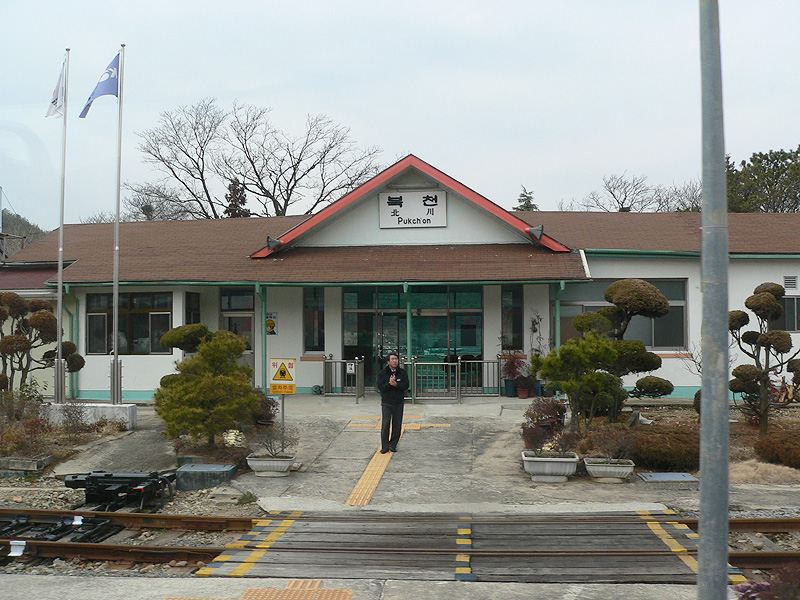
コスモス一色にする前の駅舎
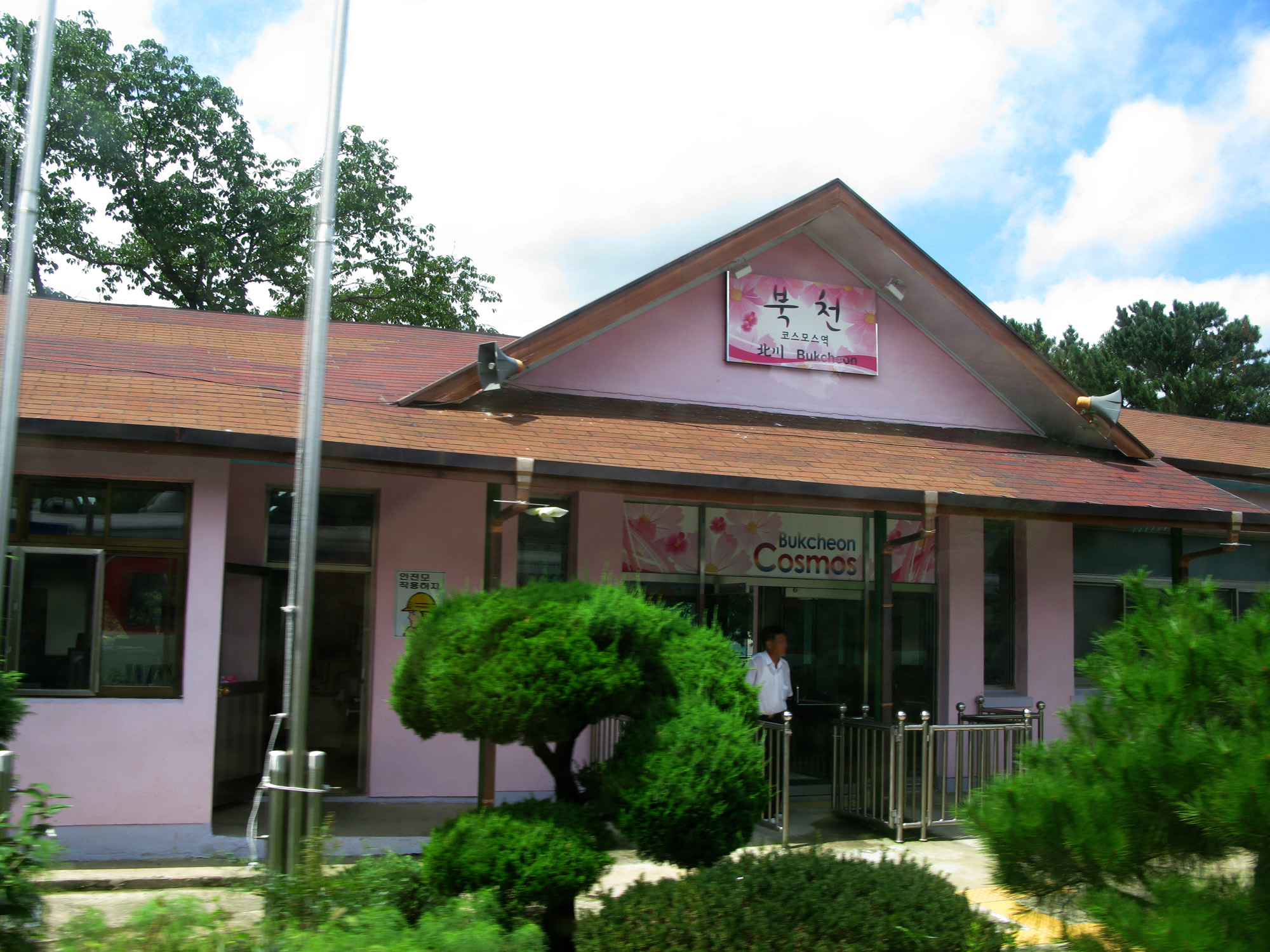
コスモス一色にされた駅舎

## 隣の駅
韓国鉄道公社
慶全線
浣紗駅 - 北川駅 - 横川駅